# Gunma Museum of Modern Art
Il Gunma Museum of Modern Art, (群 馬 県 立 美術館 Gunma kenritsu kindai bijutsukan) è un museo d'arte moderna situato a Takasaki, nella prefettura di Gunma, in Giappone. Aperto nel 1974, l'edificio è stato progettato da Arata Isozaki. La collezione comprende opere di Monet, Renoir e Soga Jasoku.